# Суботнього вечора в прямому ефірі
Суботнього вечора в прямому ефірі, або Суботнього вечора в прямому етері, (англ. SNL, Saturday Night Live) — американське щотижневе комічне телевізійне шоу. Програма транслюється телекомпанією NBC з 11 жовтня 1975 року щосуботи, зазвичай триває півтори години. Дуже популярна серед американської аудиторії. У програмі залучено акторів, трупи, а також різних гостей, яких запрошують щотижня. Також щотижня виступає новий музичний гурт, котрий запрошують для участі у програмі. Періодично проводиться ротація акторського складу програми. Через програму пройшло ціле покоління всесвітньо відомих американських коміків, таких як, Джон Белуші, Едді Мерфі, Кріс Фарлі, Стів Мартін, Майк Маєрс, Ден Ейкройд та інші.
Декілька відомих постатей США, політиків, співаків, акторів, а також відомих американських коміків починали саме звідси. Наприклад, кандидати на посаду президента Джон Маккейн та Рудольф Джуліані теж брали участь у комічних номерах програми. Дональд Трамп був запрошений стати ведучим програми в кінці березня 2004 року. Запросив його в програму друг Джефф Зукер, глава телекомпанії NBC. Про цю подію Дональд Трамп згадує у своїй книзі «Думай як міліардер». Один з акторів та авторів скетчів Ел Франкен згодом став сенатором. З музикантів на шоу побували Ролінг Стоунз, Брітні Спірс, Дженніфер Лопес, Стінг та інші. Шоу також відоме пародією на політичне життя країни — відомими стали пародії на президентів США, Джорджа Буша, Альберт Ґор, Білла Клінтона, Моніку Левінскі та інших. За межами США шоу транслюється переважно в англомовних країнах.

## Активізм
У 2022 році під час повномасштабного російського вторгнення в Україну, що є частиною російсько-української війни, SNL підтримали Україну, виставивши на своїй сторінці у Твіттері відео з підписом "Молитва за Україну у виконанні Українського хору Думка з Нью-Йорка".